# لانتانا جامايكية
لانتانا جامايكية (الاسم العلمي: Lantana jamaicensis) هي نوع نباتي يتبع جنس اللانتانا من فصيلة اللويزية.